# 汝泰
汝泰（1446年—1511年），字其通，一字元吉，号来斋，直隸蘇州府吳江縣人，民籍，明朝政治人物。

## 生平
汝讚之⻓⼦。早年与同郡李应祯、吴宽、同邑姚明、史鑑并以文学著名，所撰文章传播远近。登弘治二年（1489年）應天府鄉試第一百一十名舉人。四十四歲中式弘治九年（1496年）丙辰科會試第一百一十三名，二甲第四十二名進士。拜南京吏部考功司主事，时倪岳为南吏部尚书，素知汝泰之名，一见喜甚。不久倪岳被召去职，而汝泰亦迁验封司郎中，福建林瀚接任尚書，以汝泰有时望，奏改考功司郎中。汝泰甄别人物，辞情并至。久之，擢永州府知府。正德六年（1511年）⾟未卒於官。所著有《来斋集》。

## 家族
曾祖汝文煥，贈副指揮；祖父汝思聰，兵馬指揮；父汝仲器，母徐氏。永感下。兄汝震、弟汝復。